# Gibanica

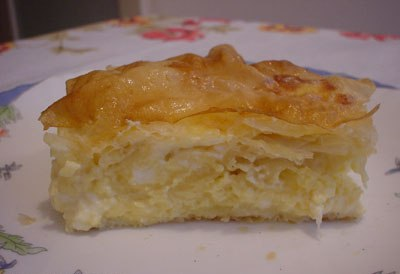
Ein Stück Gibanica mit Frischkäse

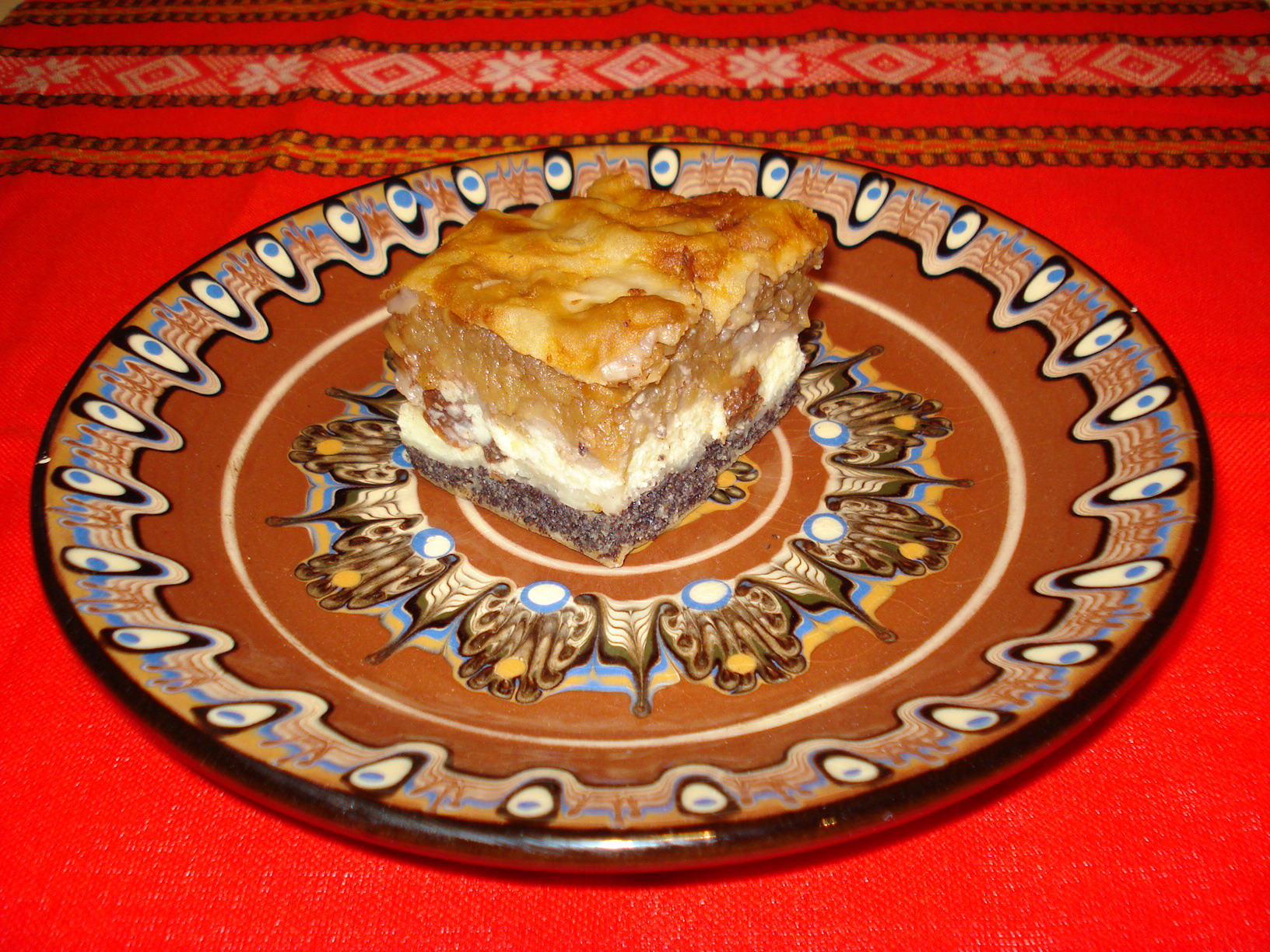
Međimurska gibanica

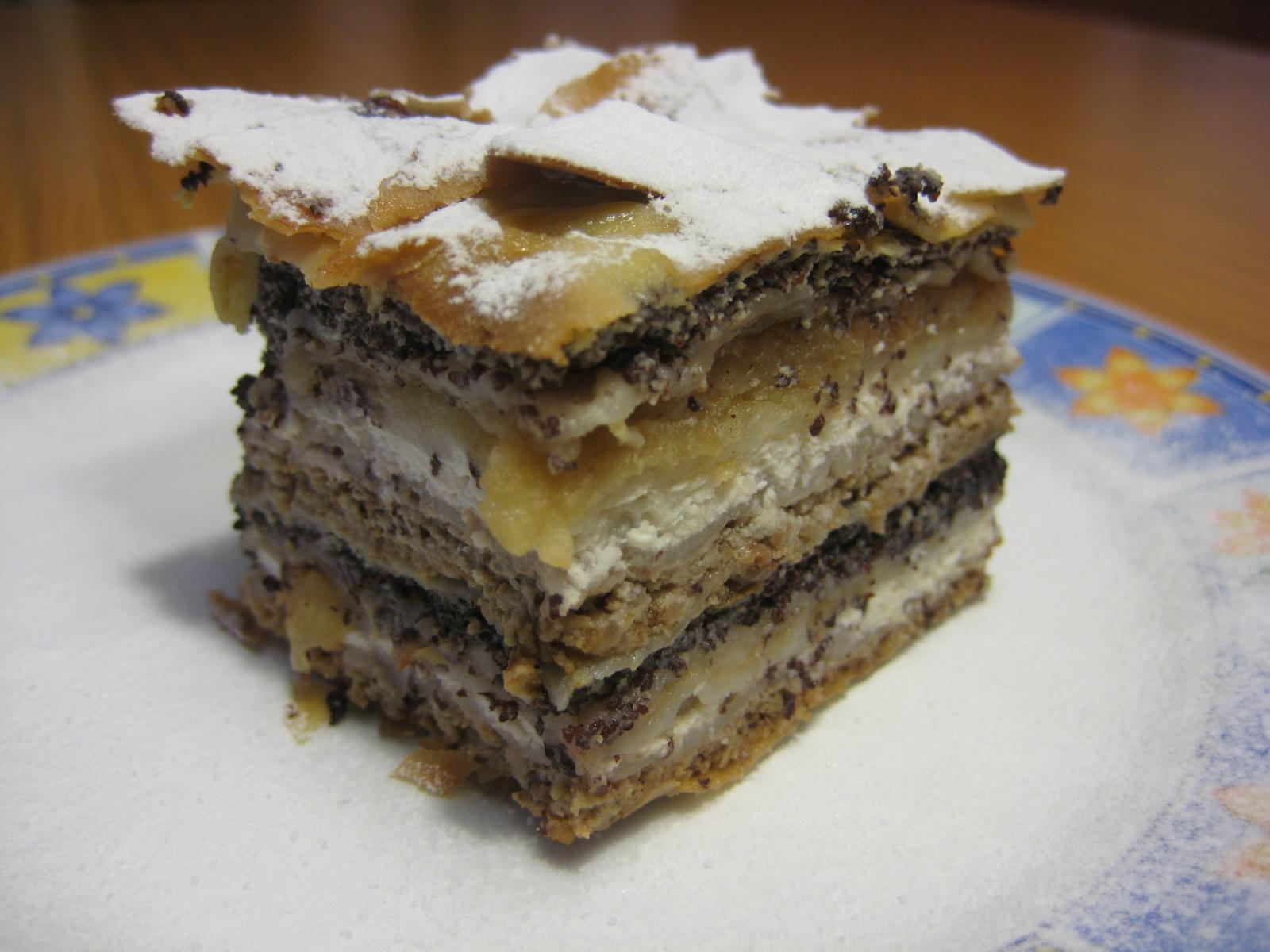
Prekmurska gibanica

Die Gibanica ist ein traditionelles, herzhaftes oder süßes Blätterteiggebäck mehrerer südosteuropäischer Landesküchen. Sie wird auch oft für festliche Anlässe bereitet. Obwohl die Gibanica am häufigsten mit Frischkäse gemacht wird, gibt es auch die etwas selteneren Sorten mit Spinat, Fleisch oder Kartoffeln und Zwiebeln. Je nach Geschmack kann die Gibanica mit Naturjoghurt übergossen werden.
Neben den herzhaften Versionen gibt es die Gibanica auch als Kuchen.

## Međimurska gibanica
Aus der kroatischen Gespanschaft Međimurje stammt eine Variante, bei der vier Füllungen aus gemahlenem Mohn, Frischkäse, gemahlenen Walnüssen und geriebenen Äpfel abwechselnd mit Blätterteig bzw. Filoteig in eine Backform geschichtet werden. Darüber gibt man eine Deckschicht aus Sauerrahm, Eiern und/oder zerlassener Butter.

## Prekmurska gibanica
Diese Variante stammt aus der slowenischen Küche, benannt nach dem Prekmurje-Gebiet rund um Murska Sobota im Osten Sloweniens, das an Međimurje angrenzt. Bei ihr werden die vier Füllungen in mehrere dünne Lagen geschichtet. Als Boden verwendet man Mürbeteig.